# Agfa-Gevaert
Agfa-Gevaert N.V. è una multinazionale nata dalla fusione tra l'azienda tedesca Agfa AG e l'azienda belga Gevaert Photo-Producten N.V., che progetta, realizza e distribuisce prodotti analogici e digitali e sistemi per la produzione, elaborazione e riproduzione di immagini. La sede principale è a Mortsel, in Belgio.

## La storia

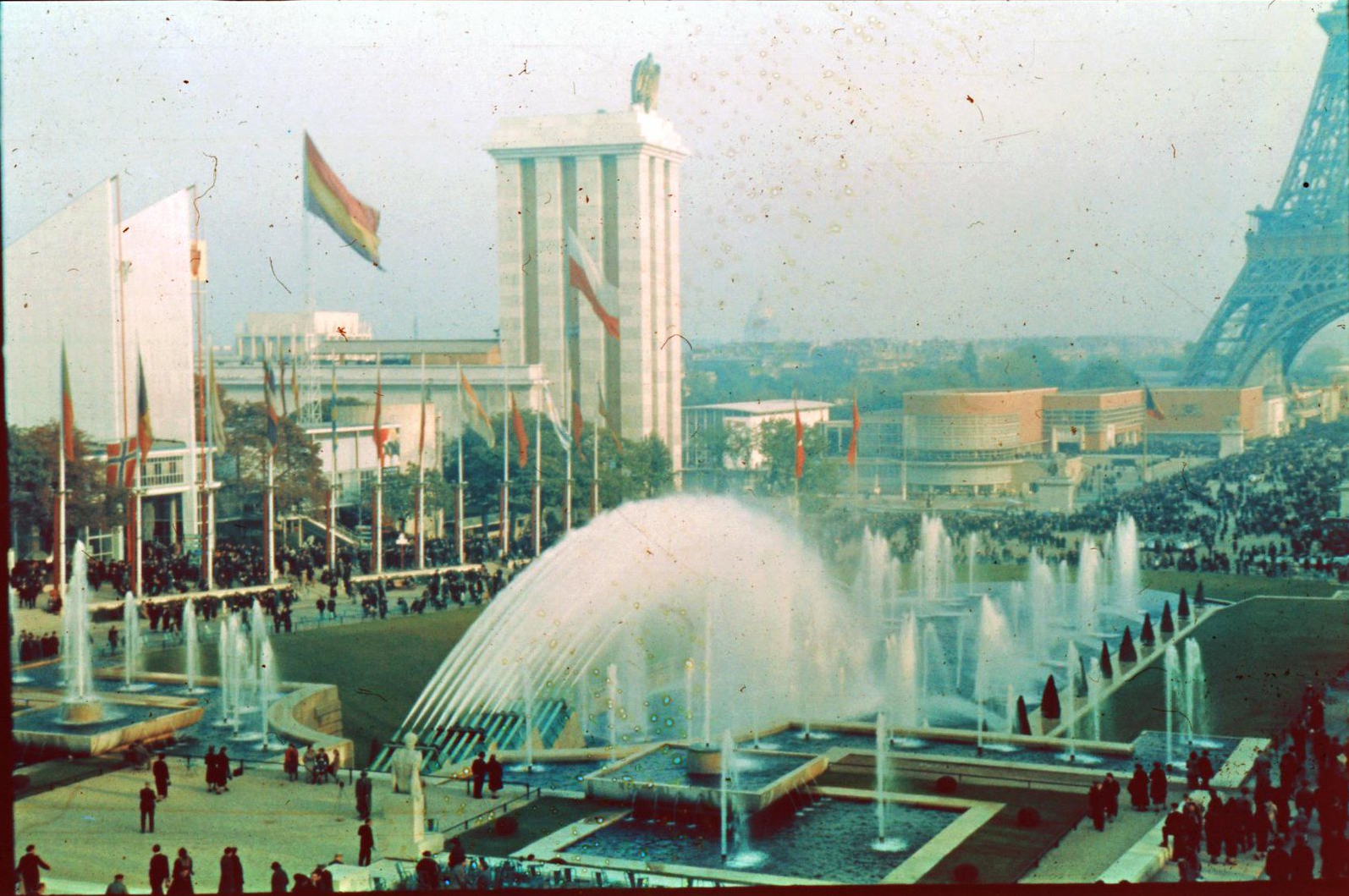
Fotografia Agfacolor scattata a Parigi in occasione dell'Esposizione Universale del 1937.

L'Agfa fu fondata nel 1867 a Rummelsburg, presso Berlino, da Paul Mendelssohn Bartholdy, figlio del compositore Felix Mendelssohn, e da Carl Alexander von Martius.
Nel 1873 prese il nome di Aktien-Gesellschaft für Anilin-Fabrikation, il cui acronimo è AGFA. L'azienda produce inizialmente prodotti chimici per il trattamento delle pellicole fotografiche. Nel 1880 entra a far parte della società Franz Oppenhaim, che nel 1909 avrebbe creato a Wolfen la "Agfa Film Company".
Nel 1925 l'Agfa inizia a produrre macchine fotografiche per la Bayer, l'anno successivo esce la prima fotocamera con il suo marchio, l'Agfa Standard. La produzione di apparecchi fotografici prosegue fino al 1983.

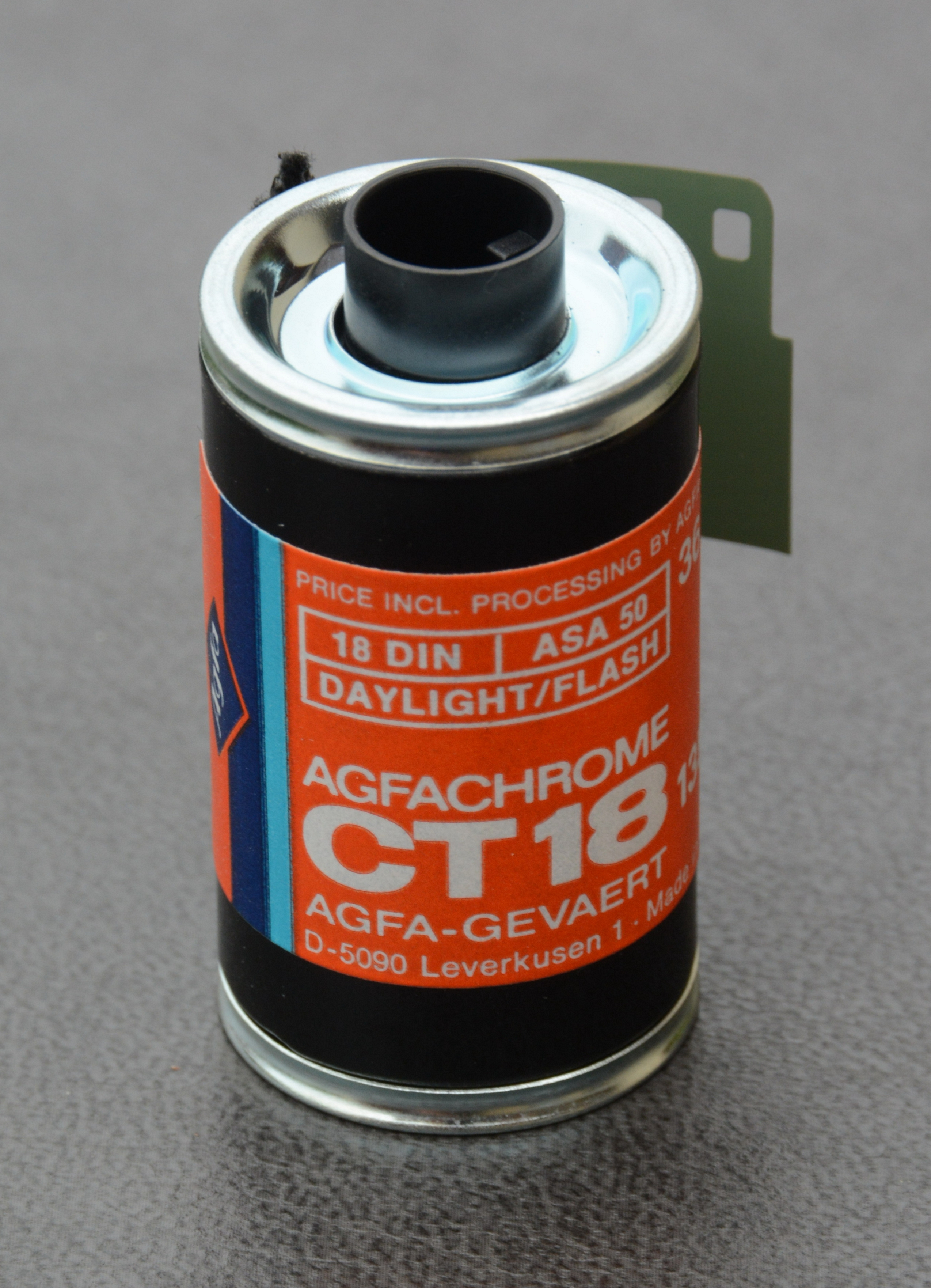
Un rullino fotografico prodotto dall'Agfa

La Gevaert nasce nel 1890 ad Anversa, in Belgio, dove Lieven Gevaert produce carta per fotografie. Quattro anni dopo, con l'aiuto finanziario di Armand Seghers, Gevaert fonda la "L.Gevaert & Cie". Nel 1925, in relazione al rafforzamento dell'industria chimica tedesca, l'Agfa entra a far parte di IG Farben (abbreviazione di Interessen-Gemeinschaft Farbenindustrie AG), che fu un gruppo di aziende tedesche legato in seguito ai crimini di guerra nazisti e all'Olocausto. Nel 1952 Agfa costruisce reflex e fotocamere compatte per l'azienda russa Zenit. Il 1º luglio 1964 Agfa e Gevaert si uniscono. Nascono due nuove società: la "Agfa-Gevaert AG", con sede Leverkusen in Germania, e la "Gevaert-Agfa N.V.", con sede a Mortsel in Belgio.
Oggi Agfa si occupa di tecnologie legate all'imaging con tre settori principali: "Agfa Graphics", "Agfa HealthCare", e "Agfa Materials". Ha organizzazioni di vendita in 40 paesi, rappresentanze in altri 120 e 13.565 dipendenti nel mondo. Agfa ha impianti di produzione in dieci paesi, tra cui Belgio, Germania, Inghilterra, Francia, Italia, Stati Uniti e Cina. I prodotti foto e video (fotocamere e videocamere digitali, pellicole, televisori LCD e altro) vengono realizzati dalla "AgfaPhoto Holding GmbH" di Leverkusen (Germania). Dal 2014 l'Agfa ritorna con la riproduzione di pellicole super 8 mm, 16 mm.

### In Italia
L'Agfa Italia nasce nel 1925 come "Agfa S.p.A.". Nel 1965, dopo la fusione tra Agfa e Gevaert, assume l'attuale denominazione "Agfa-Gevaert S.p.A".

## Prodotti fotografici e cinematografici Agfa

### Fotocamere

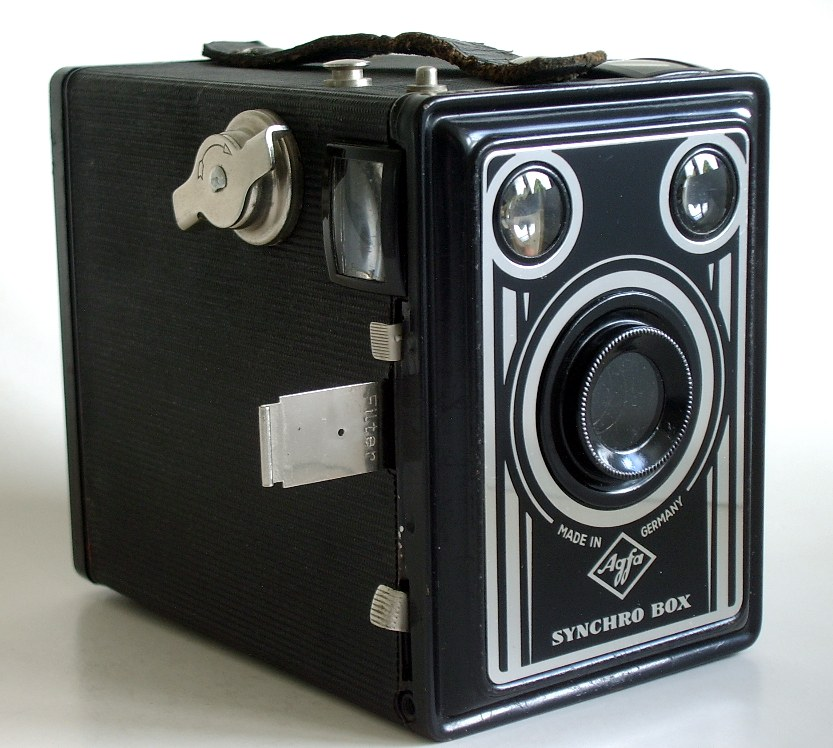
Agfa Box 600 "Synchro-Box" (1930-1958)

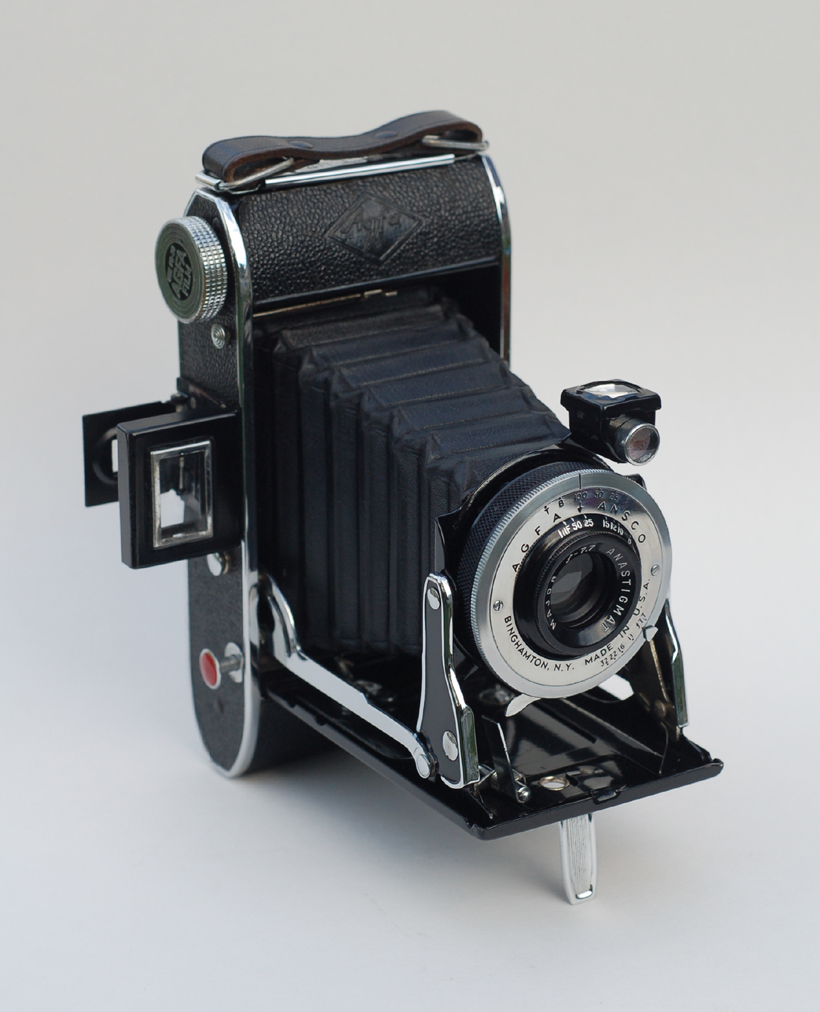
Agfa-Ansco Plenax PB20 Major (USA-1934)

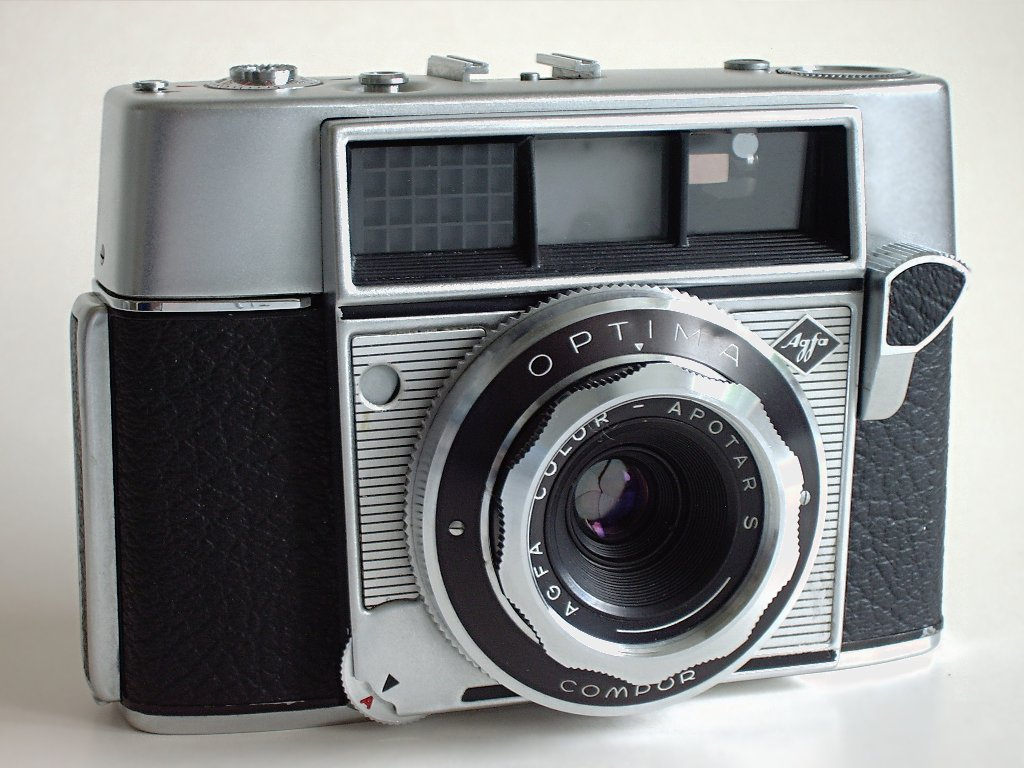
Agfa Optima (1959)

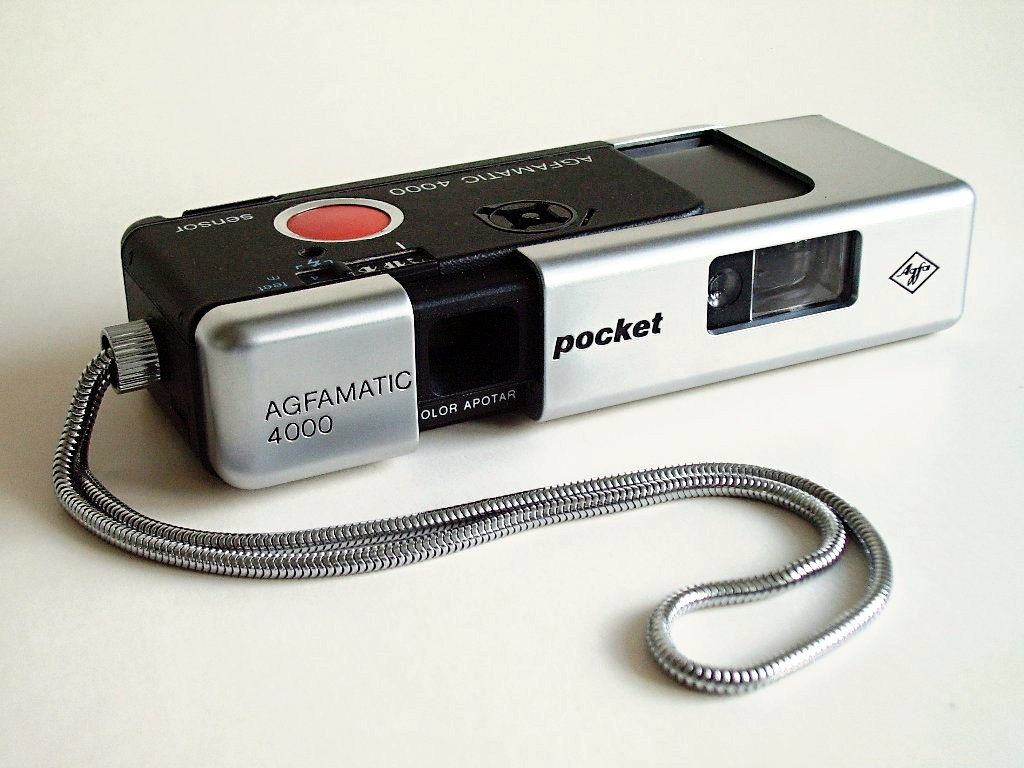
Agfamatic Pocket 4000 (1974)

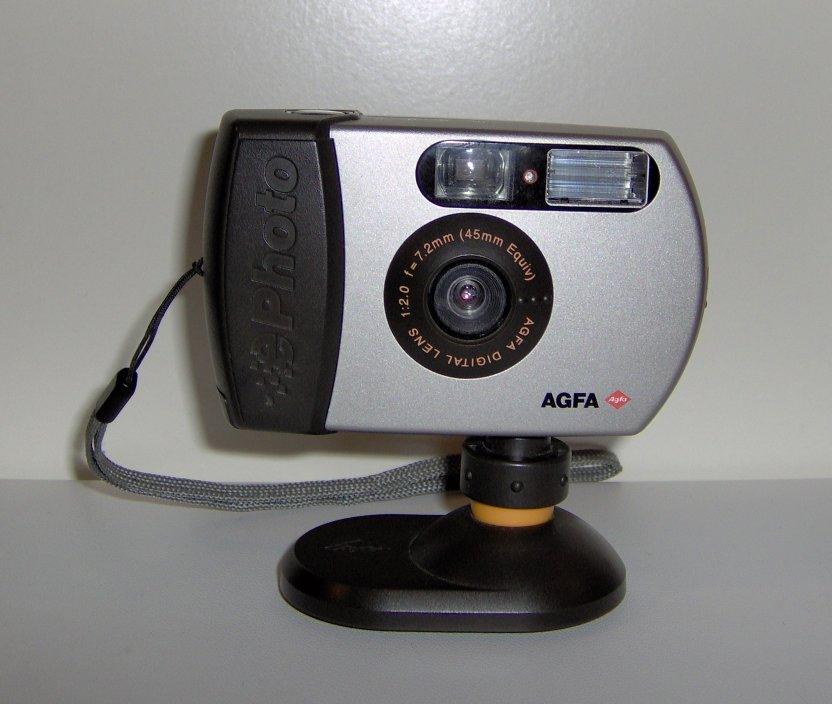
Fotocamera digitale Agfa ePhoto CL 18 (2000)

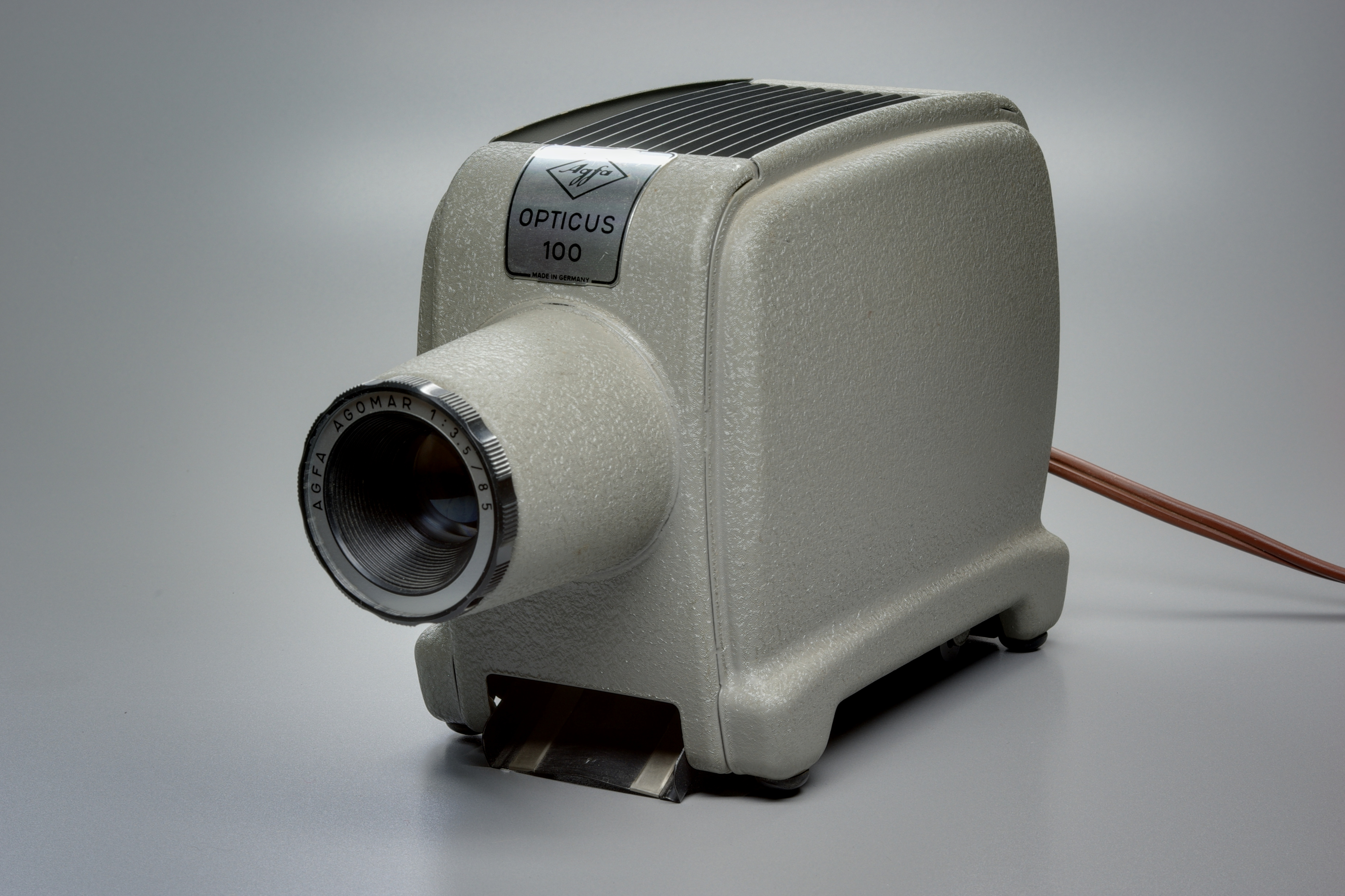
Proiettore per diapositive Agfa Opticus 100 (1956)

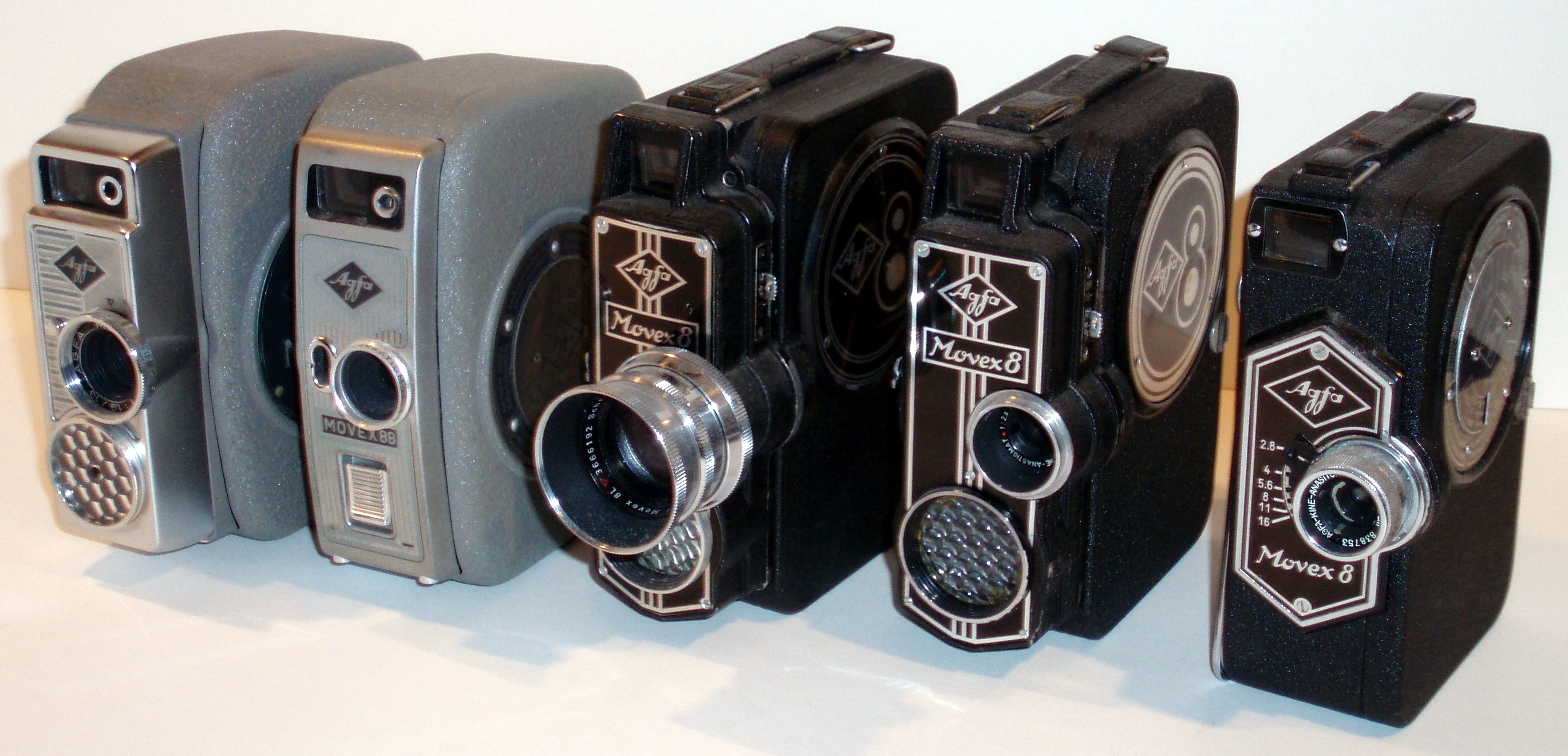
Cineprese Agfa Movex 8mm (1937-1956)

- Agfa Ninon (Rietzschel - 1925)
- Agfa Nitor(1926-1930)
- Standard (1926 -1928)
- Agfa Superior (1930-1932)
- Billy (1927-1956)
- Agfa Trolita (1938-1940)
- Isolar (1927-1935)
- Karat (1937)
- Box (1930-1958)
- Clipper
- Isola (1955)
- Isola I (1957 - 1963)
- Agfa Billette (1930-1933)
- Isola II (1956-1959)
- Isolette (1937)
- Solinette (1952)
- Record (1952)
- Clack (1954)
- Click
- Silette (1954)
- Colorflex (SLR -1958)
- Optima (1959)
- Ambiflex (SLR - 1959)
- Isoly (1960)
- Flexilette (TLR - 1960-1962)
- Optima Reflex (TLR - 1961-1966)
- Selecta (1962)
- Rapid
- Parat (1963)
- Sensor
- Agfamatic (1970)
- Selectronic (SLR - 1980-1982)
- Compact

### Proiettori per diapositive
- Opticus 100
- Agfacolor 50 automatic
- Diamator H
- Diamator m
- Diamator 1500 autofocus
- Diamator 1500 reflecta CS System

### Pellicole fotografiche
Pellicole in bianco e nero:
- Agfa PD16
- Agfapan AP 100
- Agfapan AP 400
- Agfapan APX 25
- Agfapan APX 100
- Agfapan APX 400
- Isopan ISS Super Special
- Isopan F - Per ritratti
- Isopan F
- Isopan Ultra
- Isopan Super Special
- Isopan Grana sottile
- Isopan Record
- Agfa Vario-XL
- Dia-Direct (pellicola invertibile)
- Scala (pellicola invertibile)
- AGFACONTOUR Pellicola professionale

Pellicole invertibili a colori:
- Agfacolor Neue
- Agfa CT18
- Agfachrome 50 S / 50 L
- RSX serie
- Precisa

Pellicole negative a colori:
- Agfacolor Negativa
- Agfacolor CN17
- Agfa CNS
- Agfacolor Pocket Special
- Agfa Optima
- Agfa Portrait
- Agfa Ultra

### Carte fotografiche
- Brovira
- Portiga Rapid
- Lupex

### Cineprese 8 mm e Super 8 mm
- Movex (Modelli: 8-88-Reflex-S Automatic-SV Automatic)
- Movexoom (Modelli: S-S 1-S 2-2000-3000-4000-6 mos electronic-10 mos electronic)
- Microflex (Modelli: Sensor-100/200/300 Sensor)
- Agfa Family (Film Super 8 + foto - Cinepresa e proiettore)

## Curiosità
Tra i prodotti chimici preparati dall'Agfa per il trattamento delle pellicole, il più famoso è stato il Rodinal, commercializzato per 105 anni, dal 1892 al 1997. In realtà AGFA produce ancora il Rodinal (con una formulazione identica a quella storica) sotto il nome commerciale di R09.
Negli anni '80 è stato sponsor dell'Udinese Calcio, mentre dal 1998 al 2000 il suo marchio è apparso sulle monoposto di Formula 1 della scuderia Prost Grand Prix.